# Rogers Hornsby
Rogers Hornsby (Winster, Texas, 27 de abril de 1896-Chicago, Illinois, 5 de enero de 1963) fue un beisbolista estadounidense. Posee el récord de average de bateo en una temporada en el siglo XX de la Liga Nacional (0,424 en 1924) y jugó la mayor parte de su carrera para los St. Louis Cardinals con los que ganó la serie mundial de 1926. Fue conocido con el sobrenombre del Rajá.

## Inicios
Comenzó su carrera profesional en la Texas-Oklahoma League a la edad de 18 años. En ese tiempo su contrato pertenecía a los Cardinals, por lo que fue objeto de una transacción por $500 al equipo Little Rock de la Southern League, pero la oferta fue rechazada. Al continuar con los Cardinals, la dirección trabajó en mejorar su bateo. Al fin debutó en las Grandes Ligas en 1915 con un modesto porcentaje de bateo de 0,246. 
Después de finalizada dicha temporada decidió incrementar su fuerza durante el invierno en la granja de un tío, una decisión que fue provechosa al incrementar su rendimiento en 1916 al lograr un porcentaje de 0,313 y 6 cuadrangulares. El siguiente año mejoró sustancialmente al liderar la liga en triples, bases alcanzadas y slugging. Para  1918 su bateo cayó a 0,281, pero sería la única vez que esto pasaría en sus 23 años de carrera en una temporada completa.

## Apogeo
En los años veinte Hornsby alcanzó lo mejor de su rendimiento al lograr el título de bateo en la Liga Nacional en siete ocasiones (1920-1925, 1928). Justo al iniciar la década, en 1921, tuvo una temporada brillante con 0,397 de average: cuarenta y cinco puntos más que el segundo mejor bateador; lideró además en slugging, hits, carreras, dobles, triples y carreras impulsadas. Para 1922 se adjudicó una de sus dos triple-coronas: fue primero en bateo (0,401), homeruns (42) y carreras impulsadas (152); y agregado a esto bateó de hit por 33 juegos consecutivos pero sorpresivamente no ganó el título de Jugador Más Valioso. 
En 1924 Hornsby llegó a una de las grandes marcas de la historia del béisbol en Estados Unidos: logró 0,424 de average de bateo, más otros hitos como ser el mejor en bases alcanzadas, hits y carreras anotadas, entre otros. El siguiente año el mánager de los Cardinals, Branch Rickey, fue despedido debido a diferencias con el propietario; el cargo recayó sobre Hornsby quien empezó su rol de mánager-jugador. Como conductor fue exigente en el juego de sus pupilos con quienes tuvo no pocas discusiones, y llegó al final del año en cuarta posición. Sin embargo, Hornsby obtuvo su segunda triple-corona de su carrera (0,403 AVG, 33 HR, 143 RBI). 
En 1926 las discrepancias con el propietario Sam Breadon marcaron la temporada. También su rendimiento al bate bajó considerablemente con respecto a los magníficos números arriba de 0,400 en los dos años anteriores; con todo, al mando del equipo logró la primera Serie Mundial de la franquicia al derrotar a los New York Yankees de Babe Ruth y Lou Gehrig en siete juegos. Al final del año fue despedido tras tener fuertes discusiones con el propietario, aunado a esto exigió $50.000 por los siguientes tres temporadas al frente del equipo; todo ello motivó su traslado al equipo de los Giants de New York en 1927 muy a pesar de los fanes de los Cards. Considerando su carácter franco y directo nunca fue expulsado de un juego.
En los siguientes dos años Rogers continuó siendo un bateador dominante. Con los Giants alcanzó un average de 0,361, pero las rencillas con el mánager del equipo le llevaron a los Boston Braves en 1928. Allí fue otra vez manejador pero terminó con una desastrosa diferencia de 44,5 juegos con respecto al primer lugar de la liga: los Cardinals. Sin embargo, ganó su último título de bateo y otra vez fue transferido al final de la temporada a los Chicago Cubs quienes pagaron $200.000 por él, más cinco jugadores a cambio del rajá. Con este equipo de experimentados peloteros logró su segundo MVP y juntos alcanzaron la Serie Mundial pero cayeron ante los Oakland Athletics en cinco juegos. Su porcentaje de bateo llegó a 0,380. Esta fue su última temporada completa (1929).

## Últimos años como jugador y etapa como mánager
Su doble rol continuó con los Cubs, hasta que en 1932 solo estuvo activo 19 juegos y fue reemplazado en su puesto de mánager. El equipo llegó a la Serie Mundial pero las ganancias económicas de esta no fueron compartidas con Rogers. Por otro lado, él se involucró en apuestas en carreras de caballos que lo metieron en problemas de deudas. En 1933 retornó a los Cardinals por solo 46 juegos. Posteriormente pasó otra vez en su doble rol de mánager-jugador a los St. Louis Browns hasta 1937 donde terminó su carrera como jugador. 
Después de permanecer en las Ligas Menores a finales de los 1930’s y durante los 1940’s, tuvo la oportunidad de dirigir a los Browns en 1952. Ese mismo año pasó a los Reds donde en 1953 se retiró definitivamente del béisbol. Murió a los 66 años de un ataque al corazón durante una intervención quirúrgica por cataratas.
También dirigió a los Azules de Veracruz de la Liga Mexicana de Béisbol en 1944.